# Peder Nielsen Lodehat
Peder Nielsen Lodehat (død 8. april 1483 i Viborg) var biskop i Ribe fra 1465 til sin død.
Han nævnes 1442 som kannik i Ribe og studerede da ved universitetet i Leipzig. Nogle
år efter blev han provst i Hardsyssel, og 1458 opnåede han den højeste værdighed i domkapitlet, i det han blev ærkedegn. Det var da ret naturligt, at det blev ham, der i 1465 fulgte Henrik Stangeberg på Ribe Bispestol. Om hans styrelse som biskop ved man ikke meget, men det ses at han efter tidens skik har udstedt adskillige afladsbreve og i et vist omfang taget del i rigets sager; - men hans liv og embedsførelse må have været særdeles uheldige, og i 1474 sendte hans kapitel med ærkedegnen i spidsen ham en højst alvorlig formaningsskrivelse. Kapitlet beskylder ham i denne for åbenlys ukyskhed, der gik så vidt, at han havde
skøger i selve bispegården, for en vidt dreven simoni med kirkens embeder og dertil for på mange punkter at have overtrådt de forpligtelser, han havde tilsværget ved sin tiltrædelse af bispedømmet; De indtrængende ord formaner det ham til at forbedre sin vandel og truer ham i modsat fald med at påkalde hans overordnedes bistand imod ham. Det synes dog ikke, at denne henvendelse har ført noget med sig; Peder Nielsen Lodehat fortsatte rolig sin bispelige virksomhed, til han døde under et ophold i Viborg 8. april 1483.